# 米加农
米加农（1922年5月9日—2012年1月2日），中国共产党与中国人民解放军军级干部。1970年代初期任中国民航总局广州管理局政委。

## 生平
出生在山西省文水县南徐村中农家庭。1934年2月，在文水县第一两级中学读书。1936年8月，在太原成成中学读书，当年12月，参加中国共产党领导的山西抗日牺牲救国同盟会，因此算作红军时期参加革命。1937年5月参加中华民族解放先锋队。1937年2月赴延安抗大四期二大队（大队长冯达飞）四队学习参加革命。1938年5月，加入中国共产党。
1939年1月，晋察冀军区政治部，历任组织部干事。政治指导员（1940年6月），巡视团巡视员（1941年8月），组织部组织科干事（1942年10月）。1943年5月，远赴敌后最前沿的冀东第十三军分区，任政治部组织科干事，后任军分区直属队总支书记（1943年10月），第十五军分区政治部组织科科长(1944年10月)。
抗日战争胜利后，冀东八路军挺进东北，1945年9月任冀热辽军区第25旅101团政治委员。1945年12月，部队与关内老部队合编后，任冀晋纵队第3旅7团副政治委员。1947年8月，部队升入东北野战军，任第八纵队第22师65团政委，1948年11月随部队改为第45军133师398团政委。1950年12月升第45军133师政治部副主任，1951年2月升任第45军133师政治部主任。
1951年10月调入空军，任航空兵第18师政治部主任。1952年4月升任航空兵第18师副政治委员。1954年10月升任第23师政治委员。1957年荣获二级独立自由勋章，二级解放勋章。1963年10月18日国务院任命米家农为民航广州管理局政委，当时中国民航实行军、地双重管理，米家农仍为空军副军职现役干部。1971年9月27日被隔离审查。1972年1月4日中央军委任命解放军军事法院副院长王许生（1955年军法上校）为民航广州管理局政委。1982年1月获释。
2012年1月2日3时在广州逝世，享年90岁。